# Everworld
Everworld (titre original : Everworld), stylisé en EverWorld, est une série de romans de low fantasy écrite par l'écrivaine américaine Katherine Alice Applegate, et paru chez Scholastic entre 1999 et 2001. 
La série raconte les aventures d’un groupe d’adolescents le jour où ils découvrent une autre dimension et un pan caché de l’histoire terrienne.

## Résumé
David Levin, Christopher Hitchcock, April O'Brien et Jalil Sherman vivent dans une banlieue nord de Chicago. Tous ont un lien avec une étrange fille, Senna Wales. Un jour, alors qu'ils se retrouvent tous sans raison près du lac Michigan, Senna est enlevée par un loup gigantesque venu de nulle part, qui entraîne les cinq adolescents dans un monde parallèle, Everworld. Celui-ci a été créé par les anciens dieux des mythologies antiques, pour les dieux. Mais ce havre est devenu aujourd'hui un enfer, et tous sont menacés par un nouveau venu, un  dieu extraterrestre qui dévore ses semblables. Senna, la sorcière, le passage entre les mondes, pourrait être une chance de lui échapper... Mais celle-ci a d'autres projets.

## Les livres
La version originale comporte douze tomes. Les six premiers ont été édités en français en format poche par Gallimard Jeunesse entre 2000 et 2001. Le reste fut disponible en français en 2002 dans les deux derniers des trois volumes grand format, qui comptent chacun 4 tomes originaux  :
1. À la recherche de Senna (Search for Senna)
2. Le Pays perdu (Land of Loss)
3. L'Enchanteur (Enter the Enchanted)
4. Le Domaine de la peur (Realm of the Reaper)
5. Le Destructeur (Discover the Destroyer)
6. L'Épopée fantastique (Fear the Fantastic)
7. La Montagne des dieux (Gateway to the Gods)
8. Le Temps des traîtres (Brave the Betrayal)
9. Au Cœur de l'illusion (Inside the Illusion)
10. Le Monde inconnu (Understand the Unknown)
11. Sur les Terres du magicien (Mystify the Magician)
12. Le Voyage sans retour (Entertain the End)

En 2002 la série a été rééditée en trois volumes :
1. À la recherche de Senna (contient les tomes 1 à 4)
2. L'Épopée fantastique (contient les tomes 5 à 8)
3. Le Voyage sans retour (contient les tomes 9 à 12)

### Mise en scène
La narration alterne entre les personnages principaux : David Levin, Christopher Hitchcock, April O'Brien et Jalil Sherman, sauf dans le dernier volume de la trilogie où Senna Wales prend la parole.
Les changements de narrateur découpent les gros volumes en 4 livres chacun, disponibles aussi séparément aux éditions Folio.

### Particularités
Un élément important facilitant l'identification aux personnages est l'utilisation de références concrètes issues du monde réel : Chicago, Marilyn Manson, Hollywood chewing-gum, Elton John, Céline Dion, Alanis Morissette, Castorama, Radiohead, Bach, West Side Story, Seinfeld, Friends, Une nounou d'enfer, MASH, Mary Tyler Moore, Dick Van Dike Show, Julia Roberts, Jennifer Lopez, Clint Eastwood, John Wayne, Mel Gibson, Aretha Franklin, Titanic, Jim Morrison, Pink Floyd.
La plupart étant des éléments de la culture adolescente aux USA.

## Les personnages

### Personnages principaux (de l'Ancien Monde ou monde Réel)
Tous ont 17 ans et sont résidents de Chicago.
- David Levin : petit, brun, juif, « regard de John Wayne et de Clint Eastwood » selon Christopher, il est le « meneur » du groupe. Traumatisé par des sévices pédophiles durant son enfance, il s'en veut de ne pas y avoir résisté et doute de lui-même en permanence. Il essaie de se montrer brave, héroïque et chevaleresque face aux dangers afin de se prouver « qu'il est un homme ». D'après April : « avec un faux air de Mel Gibson, en moins bien ». Il est le petit ami de Senna au début de l'aventure.
- Jalil Sherman : grand, noir et maigre. Il est la voix de la raison, cartésien et sûr de lui. Essaie de trouver des explications rationnelles à toutes les absurdités qu'il voit ou constate, il ne supporte pas l'emploi du terme « magie ». C'est aussi lui qui aidera fortement David dans ses plans et qui introduira l'électricité à Everworld. Cependant, il souffre de Troubles Obsessionnels Compulsifs incontrôlables l'obligeant à se laver les mains sept fois d'affilée, qui ne l'affectent que dans le monde réel.
- April O'Brien : jolie rousse aux yeux verts. Elle est la seule héroïne du groupe. Féministe, très chrétienne, végétarienne, pacificatrice, chaleureuse et amicale, elle voue cependant une haine viscérale à l'égard de sa demi-sœur Senna Wales. Elle est souvent du côté de Jalil lors des conflits entre les membres du groupe, malgré leur opposition idéologique. Sa passion du théâtre et du chant aideront plusieurs fois ses amis à se tirer de situations difficiles, notamment avec les Vikings.
- Christopher Hitchcock : grand, blond aux cheveux longs. Sexiste, un peu raciste et homophobe, c'est un plaisantin se moquant de tout, tournant tout en dérision, avec une légère tendance à l'alcoolisme. Une dette d'honneur le changera totalement, le rendant respectueux, amical et antiraciste. Très dragueur, il a été un petit ami de Senna. Appréciant ses blagues à tendance raciste, des néo-nazis tentent de le recruter dans leur gang lors de son bref temps passé à travailler dans une « photocopierie » dirigée par l'un d'eux.
- Senna Wales : pâle, blonde, yeux gris, elle a les « lèvres de Julia Roberts » selon Christopher. Glaciale, calculatrice et dotée de pouvoirs surnaturels, c'est la demi-sœur d'April. Elle entraîne son petit ami David, Jalil, Christopher et April dans Everworld au moment où un sortilège l'y envoie. Elle les utilise pour préparer le terrain à ses partisans afin de conquérir Everworld. De son vrai nom Senda (portail, passage, en Espagnol), elle a le pouvoir de passer d'Everworld au monde réel et d'y retourner. Elle peut aussi transposer des objets ou même des êtres vivants d'un monde à l'autre. Elle a été profondément blessée par le peu d'amour que lui porta sa belle-mère, la mère d'April, ce qui en fait un personnage froid et sans cœur.

### Personnages everworldiens
- Loki : dieu nordique de la destruction qui a amené David, April, Senna, Christopher et Jalil à Everworld. Loki veut utiliser Senna comme une passerelle entre Everworld et l'Ancien Monde (monde réel) pour échapper à Ka Anor. Il a emprisonné Odin et il est le père de Hel, du loup Fenrir et du serpent Midgar (Jormungand).
- Ka Anor : la divinité extraterrestre des Hetwans qui veut manger tous les dieux d'Everworld. Il veut capturer Senna pour l'empêcher de servir de passage pour les dieux d'Everworld.
- Thorolf : un viking. David, Christopher, April et Jalil ont logé dans sa ferme dans À la recherche de Senna. Décédé et « remonté » au Wallhala dans L'Épopée fantastique.
- Olaf au pied d'airain : un roi viking avec un pied de fer. Il a combattu les Aztèques aux côtés de David, Christopher et Jalil. Il a combattu leur dieu Huitzilopochtli en combat singulier en brandissant Mjöllnir (le marteau de Thor), avant d'être coupé en deux par le dieu aztèque. Il est d'origine africaine, probablement due à la tendance viking de se marier avec d'autres peuples.
- Sven le mangeur d'épée : un jeune viking qui a été poignardé à la joue, provoquant un trouble de parole. A également été tué par Huitzilophochtli.
- Jean-Claude Lemieux : un Français qui est amené à Everworld par une explosion nucléaire. Il vit et est le maire de la version grecque de l'Atlantide.
- Etain : une demi-elfe irlandaise fille de la reine des Elfes. Christopher tombe amoureux d'elle. Etain semble avoir des sentiments pour lui aussi. Cependant, la fin de la série laisse entendre qu'elle va épouser le roi des nains, Baldwin, en échange de son aide dans la guerre pour sauver Everworld.
- Keith : un violent et suicidaire néo-nazi qui a travaillé avec Christopher dans un magasin de copie pendant un court laps de temps. Il est amené à Everworld par Senna et sert de lieutenant dans l'armée de celle-ci.
- Anica : une Wiccan qui a fui l'Ancien Monde où Loki et les autres voulant une passerelle ont commencé à la chercher. Elle se réfugie en Égypte avec les prêtresses d'Isis. Avant de partir à Everworld, elle a laissé sa fille illégitime, Senna, avec le père de la jeune fille et sa famille, les O'Brien. Elle craint par-dessus tout la colère de sa fille, même si elle essaye de se faire pardonner.
- Merlin : le célèbre sorcier qui, avec Ka Anor et Loki, tente de capturer Senna, bien que dans son cas, il essaye d'empêcher quiconque d'utiliser son pouvoir. Senna le craint le plus en se référant à lui comme l'être le plus puissant d'Everworld, parce que, alors qu'il n'a pas le pouvoir moyen des dieux, son habileté et son imagination lui donnent une longueur d'avance. Son but ultime est d'amener toutes les divinités d'Everworld à combattre Ka Anor.

#### Les dieux
Il y a beaucoup de dieux dans la série Everworld. Presque tous partagent les mêmes caractéristiques : perfection physique, force surhumaine et immortalité.
Ils ne peuvent être tués que par les armes d'un autre dieu, Mjöllnir, le marteau de Thor par exemple.
La plupart des dieux ont un pouvoir spécifique à leur domaine, et il y en a beaucoup plus puissants que les autres.
Presque tous ont une attitude froide et cruelle envers les mortels.
Tous sont longs à « bouger », à accepter un changement et sont presque tous bornés et hypocrites.

##### Grecs
- Athéna
- Aphrodite
- Apollon
- Arès
- Artémis
- Hermès
- Dionysos
- Héraclès
- Héra
- Éros
- Ganymède
- Poséidon
- Hadès
- Héphaistos
- Zeus

##### Nordiques
- Odin
- Balder
- Hel
- Fenrir
- Loki
- Thor
- Serpent de Midgard ou Jormungand
- Nidhoggr

##### Romains
- Neptune
- Jupiter

##### Égyptiens
- Amon-Re
- Isis
- Sobek

##### Aztèques
- Huitzilopochtli
- Quetzalcóatl

##### Celtiques
- Daghdha
- Brigid
- Tuatha Dé Danann

##### Hetwan (imaginaire)
Ka Anor est le dieu des Hetwans. La plupart des dieux d'Everworld le craignent et le combattent car à la différence des autres divinités d'Everworld, Ka Anor peut dévorer les immortels, donc les dieux. 
Forme
Excepté dans L'épopée fantastique où il est vu, Ka Anor est seulement évoqué, le plus souvent par ses esclaves, les Hetwans. La forme de Ka Anor est maintenue longtemps secrète, mais dans L'épopée fantastique, elle est dévoilée lorsque les quatre héros accompagnés de Dionysos et de Ganymède pénètrent dans sa propre ville. Il est présenté comme un monstre colossal métamorphe rappelant une sorte de volcan dégoulinant. Il change constamment de forme, mais elles sont toutes monstrueuses. Christopher, un des héros, déclare lorsqu’il aperçoit le dieu des Hetwans que Ka Anor ne fait pas la peur mais qu'il est la peur.
Le dévoreur d'Immortel
Il dévore le demi-dieu grec Ganymède, mange aussi le chef des dieux celtes le Dagda ainsi que le dieu aztèque Quetzalcóatl et lutte contre le dieu nordique Thor (bien que cette dernière histoire ait été inventée par Loki, le dieu de la discorde, car Thor est retenu prisonnier, enfermé dans un bloc de glace, chez Hel). Ka Anor mange des dieux, mais apparemment ne peut pas manger des mortels ; ceci est dit dans l'épopée fantastique par la reine de féerie.
Le dieu dominateur
Ka Anor ne prend jamais la forme d'un dieu normal, puisqu'il est d'une culture étrangère, mais transmet sa volonté à travers les Hetwans. En raison de la dépendance incroyable des Hetwans à l'égard de Ka Anor, on peut penser que Ka Anor est la conscience collective des Hetwans, grâce à son statut et à ses pouvoirs divins. On reconnaît, cependant, que les Hetwans n'ont pas d'autre dieu que Ka Anor, et, en soit, ceci le rend plus dangereux que ses ennemis, qui tendent à se disputer entre eux dans leurs Panthéons respectifs. Les dieux grecs, par exemple, ne peuvent jamais se mettre d'accord, et sont susceptibles d'abandonner la bataille à cause leur fierté enfantine, alors que Ka Anor est concentré sur sa mission finale qui est de détruire les dieux d'Everworld. Néanmoins, les domestiques de Ka Anor, les Hetwans, massacrent souvent les mortels. L'objectif ultime de Ka Anor peut donc être l'annihilation non seulement des dieux mais également de tous les mortels non-Hetwans.

#### Amazones
Les Amazones d'Everworld sont des femmes de 3 mètres de haut, d'habiles guerrières misandres. Elles règnent en Égypte en tyrans. Elles prient Madonna et d'autres icônes féministes.

#### Atlantes
Une société démocratique sous l'océan.
Ils sont dirigés par Jean-Claude LeMieux en tant que maire. Jean-Claude LeMieux vient lui aussi de l'ancien monde.

#### Aztèques
Les Aztèques, dans Everworld, sont des sauvages primitifs et sanguinaires. Ils portent de nombreux surnoms explicites : « les buveurs de sang », « les mangeurs de cœurs »...
Leur dieu principal est Huitzilopochtli, qui a pour habitude de se repaître de cœurs palpitants tout juste arrachés de la poitrine de sacrifiés.

#### Chevaliers
Ce sont les classiques guerriers montés.
Ils se décrivent eux-mêmes comme des « créatures de mythe et de légende », ils passent leur temps à massacrer des dragons, sauver des « demoiselles » et à festoyer.
La bravoure et l'honneur sont des qualités primordiales à leurs yeux.
Les chevaliers rencontrés dans Everworld sont des survivants de la Table Ronde.
Ils sont éternellement jeunes mais peuvent être tués au combat. Merlin le Magnifique est leur allié.

#### Coo-Hatch
Les Coo-Hatch sont d'étranges créatures venues d'un monde extra-terrestre (ou plutôt extra-everworldien) et abandonnées sur Everworld par leurs dieux depuis plus d'un siècle, qu'ils ont naturellement cessé de vénérer depuis lors.
Les Coo-Hatch ont un visage allongé en forme de V, de grands yeux rouges avec l'iris bleu roi, deux bras musclés et deux autres plus habiles de chaque côté de la tête. Leur corps est en forme de C et ont une démarche rappelant Groucho Marx. Leur seul vrai désir est de retourner dans leur monde. Ce sont aussi des commerçants.
Ce sont des forgerons hors pair. Ils fabriquent des armes de toutes sortes avec un acier de leur composition et notamment de redoutables shurikens acérés pouvant découper tous les matériaux connus.
Ils seront les premiers à utiliser la poudre à canon, introduite par David et sa bande, dans Everworld.
Dans le 1er tome, lors de leurs premières rencontres avec David et sa bande, April troque son manuel de chimie contre le remplacement de la lame du canif de Jalil avec une lame Coo-Hatch.

#### Égyptiens
Les égyptiens sont une civilisation réactionnaire vivant le long du Nil everworldien. À cause de centaines d'années de cultes et de rites inchangés, la civilisation égyptienne s'est enlisée. Des amazones ont profité de leur faiblesse pour les envahir et les exploiter.
Tous les dieux égyptiens se sont enfermés dans leurs cérémonies et ne sont plus que des statues vivantes. Tous sauf Sobek le dieu des crocodiles.

#### Eunuques
Les eunuques dans Everworld sont des guerriers vikings pourvus de muscles énormes mais parlant avec une voix haut perchée. Cela est dû au fait qu'ils ont subi une ablation des testicules avant leur puberté. Leur blason est explicite, il représente une dague sanglante avec deux diamants rouges... Ils disent toujours « joyaux » en parlant des testicules.
Les eunuques sont les gardiens de la cité de Hel (« Sa cité »).

#### Fées
Les fées partagent de nombreuses caractéristiques avec les nymphes des bois. Comme elles, ils font cinq pieds de haut. Ils peuvent se déplacer très rapidement. Contrairement aux portraits classiques, les fées n'ont pas d'ailes. Leur tenue habituelle est une tunique de cuir et un casque léger. Ils utilisent des arcs et des lames. Les tuniques de couleurs différentes représentent les fonctions publiques, par exemple une tunique bleu foncé est portée par les agents du fisc et une tunique noire par les forces de police.
Les fées en Everworld sont très connues pour leur cupidité.
Leur capitale est un des endroits le plus régulier et le plus propre de tout Everworld et est le principal lieu de commerce du monde.
Les Leprechauns (autre nom des fées) sont dirigés par un roi. Mais leur roi est naïf et peu futé et c'est sous les ordres de la reine qu'il gouverne.

#### Grecs
Dans la série les grecs combattent les Hetwan pour empêcher Ka Anor de prendre le contrôle de l'Olympe. Ils vénèrent Zeus et les autres dieux olympiens. 
L'Olympe est une des places les plus puissantes d'Everworld de par le fait que le nombre de dieux au mètre carré est supérieur à la moyenne.

#### Hetwan
Les Hetwan sont une espèce insectoïde d'aliens. Ils vénèrent fanatiquement Ka Anor, le dieu de la terreur. Ils combattent pour lui les autres civilisations afin qu'il puisse détruire leurs dieux et rester seul maître à bord.
Les Hetwan n'ont pas d'armes, cependant, ils peuvent utiliser des sarbacanes en matière organique et envoyer avec un venin extrêmement corrosif (surnommées « super-sarbacanes » par les personnages).
Les Hetwan n'éprouvent aucun sentiment, pas de peur, pas de compassion, pas de pitié. Ils obéissent aveuglément à tout ordre quand ils sont désorganisés.

#### Irlandais
Dans le livre, les Irlandais utilisent l'électricité et ont des tramways.
Les recherches scientifiques sont effectuées par les druides.
Ces derniers sont classés par la couleur de leur robe en fonction de leur domaine d'étude.
Les « jaunes » étudient l'électricité et les technologies. Les terres des Irlandais sont défendues par les Fiannans, un ordre spécial de chevaliers. Un grand Roi dirige des rois subalternes dirigeant des contrées, comme des régions ou des départements.
Merlin a protégé ces terres durant 200 ans.
Un des châteaux de rois subalternes se nomme Merlinshire.

#### Nains
Les nains sont une civilisation des montagnes. Ils font 5 pieds de haut et sont bâtis comme des tonneaux : trapus et musculeux. Ils portent souvent une barbe et de longs cheveux, sont habituellement vêtus de cottes de mailles et ne se séparent pas de leurs armes, très diverses. La plupart des nains sont des hommes et les femmes sont souvent prises pour des hommes de par leur apparence masculine.
Spécialisés dans la forge et l'exploitation minière, ils sont dirigés par le roi Baldwin, résidant dans sa capitale forteresse KarnAcier. En dessous de KarnAcier s'étend un complexe minier allant jusque sous les Cinq Monts, dont chacun produit un métal différent. Les nains commercent avec les vikings et vénèrent Thor ainsi que Baldwin.

#### Sirènes et Tritons
Ce sont deux peuples aquatiques vivant sous la tutelle de Neptune. Tous deux ont une haute opinion d'eux-mêmes. Les tritons (surnommés « Schwarzie » par les personnages en raison de leur musculature) sont les gardes d'élite de Neptune tandis que les sirènes (femmes très belles nageant sans porter de haut) sont intendantes.

#### Trolls
Ce sont des mercenaires au service de Loki ou des dragons. Ils sont trapus, trois doigts épais, des bras gros comme des troncs d'arbre et sont affublés d'une tête de rhinocéros. Ils ne sont pas intelligents. Quand ils sont tués, ils se transforment en pierre. Ils constituent en majorité l'armée de Loki.

#### Vikings
Les Vikings d'Everworld ressemblent beaucoup à ceux de l'ancien monde.
Un mélange de fermiers, d'artisans et de guerriers de toutes couleurs de peaux (on y trouve des asiatiques, des noirs et des métisses) qui glorifient la bataille et la mort au champ d'honneur. Ils sont aussi de loyaux alliés.
Autre élément différent de la réalité, il n'est pas rare, dans le livre, de voir un Viking utiliser (« se griller ») une cigarette.